# Molhabilidade

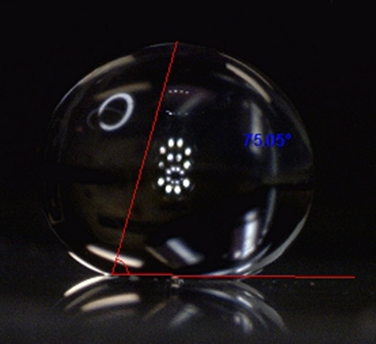
Gota de água em uma superfície super-hidrofóbica

Molhabilidade é a habilidade de um líquido em manter contato com uma superfície sólida, resultante de interações intermoleculares quando os dois são colocados juntos. O grau de umectação (molhabilidade) é determinado por um equilíbrio as forças de aderência e coesivas. Pode ser determinada a partir do ângulo que o líquido forma na superfície de contato com o sólido, denominado ângulo de contato; um menor ângulo de contato, maior molhabilidade.